# Nazionale maschile under 17 di calcio del Giappone
La nazionale di calcio giapponese Under-17 è la rappresentativa calcistica Under-17 del Giappone ed è posta sotto l'egida della JFA.
I migliori risultati conseguiti della squadra sono state le quattro vittorie del Coppa d'Asia Under-17, nel 1994, 2006, 2018 e 2023.

## Piazzamenti nei tornei internazionali

### Campionato mondiale Under-17
| Anno   | Turno            | G               | V               | N               | P               | GF              | GS              |                 |
| ------ | ---------------- | --------------- | --------------- | --------------- | --------------- | --------------- | --------------- | --------------- |
| 1985   | Non qualificato  | Non qualificato | Non qualificato | Non qualificato | Non qualificato | Non qualificato | Non qualificato | Non qualificato |
| 1987   | Non qualificato  | Non qualificato | Non qualificato | Non qualificato | Non qualificato | Non qualificato | Non qualificato | Non qualificato |
| 1989   | Non qualificato  | Non qualificato | Non qualificato | Non qualificato | Non qualificato | Non qualificato | Non qualificato | Non qualificato |
| 1991   | Non ammesso      | Non ammesso     | Non ammesso     | Non ammesso     | Non ammesso     | Non ammesso     | Non ammesso     | Non ammesso     |
| 1993   | Quarti di finale | 4               | 1               | 1               | 2               | 3               | 4               |                 |
| 1995   | Primo turno      | 3               | 1               | 1               | 1               | 2               | 2               |                 |
| 1997   | Non qualificato  | Non qualificato | Non qualificato | Non qualificato | Non qualificato | Non qualificato | Non qualificato | Non qualificato |
| 1999   | Non qualificato  | Non qualificato | Non qualificato | Non qualificato | Non qualificato | Non qualificato | Non qualificato | Non qualificato |
| 2001   | Primo turno      | 3               | 1               | 0               | 2               | 2               | 9               |                 |
| 2003   | Non qualificato  | Non qualificato | Non qualificato | Non qualificato | Non qualificato | Non qualificato | Non qualificato | Non qualificato |
| 2005   | Non qualificato  | Non qualificato | Non qualificato | Non qualificato | Non qualificato | Non qualificato | Non qualificato | Non qualificato |
| 2007   | Primo turno      | 3               | 1               | 0               | 2               | 4               | 6               |                 |
| 2009   | Primo turno      | 3               | 0               | 0               | 3               | 5               | 9               |                 |
| 2011   | Quarti di finale | 5               | 3               | 1               | 1               | 13              | 5               |                 |
| 2013   | Ottavi di finale | 4               | 3               | 0               | 1               | 7               | 4               |                 |
| 2015   | Non qualificato  | Non qualificato | Non qualificato | Non qualificato | Non qualificato | Non qualificato | Non qualificato | Non qualificato |
| 2017   | Ottavi di finale | 4               | 1               | 2               | 1               | 8               | 4               |                 |
| 2019   | Ottavi di finale | 8               | 0               | 2               | 6               | 4               | 10              |                 |
| 2023   | Ottavi di finale | 4               | 2               | 0               | 2               | 5               | 5               |                 |
| Totale | 10/19            | 41              | 13              | 7               | 21              | 53              | 58              |                 |